# Squamispa
Squamispa là một chi bọ cánh cứng trong họ Chrysomelidae.
Chi này được miêu tả khoa học năm 1928 bởi Maulik.

## Các loài
Các loài trong chi này gồm:
- Squamispa ballapurana Maulik, 1928
- Squamispa fasciata Maulik, 1928